# Вертер (опера)
«Вертер» (фр. Werther) — лирическая драма французского композитора Жюля Массне. Французское либретто Эдуара Бло, Поля Милье и Жоржа Артмана по мотивам романа Гёте «Страдания юного Вертера» (1774). Массне написал оперу в 1886—1887 годах, но опера не была поставлена в оригинале. Премьера состоялась в Венской придворной опере 16 февраля 1892 года на немецком языке в переводе Макса Кальбека. Премьера на французском языке состоялась 27 декабря 1892 года в Женеве, во Франции премьера оперы была 16 января 1893 года в Париже в Опера-комик. «Вертер» — одна из самых популярных опер Массне. Она регулярно ставится во многих театрах мира.
На русский язык либретто было переведено оперным певцом и режиссёром Н. Н. Званцевым.

## Действующие лица
| Партия                                                                 | Голос          | Исполнитель на премьере 16 февраля 1892 (Дирижёр: Вильгельм Ян) |
| ---------------------------------------------------------------------- | -------------- | --------------------------------------------------------------- |
| Вертер, 23 года                                                        | тенор          | Эрнест ван Дейк                                                 |
| Альберт, 25 лет                                                        | баритон        | Фриц Найдль                                                     |
| Судья, 50 лет                                                          | бас            | Майерхофер                                                      |
| Шмидт, друг судьи                                                      | тенор          | Шлиттенхельм                                                    |
| Иоганн, друг судьи                                                     | бас            | Феликс                                                          |
| Брюльманн, молодой человек                                             | баритон        |                                                                 |
| Шарлотта, дочь судьи, 20 лет                                           | меццо-сопрано  | Мари Ренар                                                      |
| Софи, её сестра, 15 лет                                                | сопрано        | Эллен Фостер-Брандт                                             |
| Катхен, молодая девушка                                                | меццо-сопрано  |                                                                 |
| Дети: Фриц, Макс, Ганс, Карл, Гретель, Клара                           | альты, сопрано |                                                                 |
| Маленький крестьянин, слуга, жители местечка Вецлар; гости и музыканты |                |                                                                 |

## Содержание

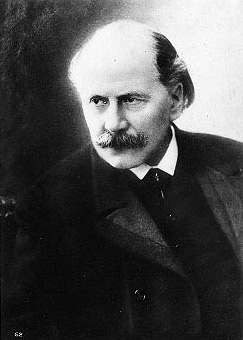
Жюль Массне

### Акт первый. В доме судьи
Июльский вечер в пригороде Франкфурта Вецларе. Вдовец-судья учит своих шестерых маленьких детей Рождественскому гимну. Появляются соседи и приятели судьи Иоганн и Шмидт. Дети уходят. 15-летняя дочь судьи Софи рассказывает, что его старшая дочь Шарлотта собирается на бал. В этот раз её будет сопровождать молодой приезжий Вертер, так как её жених Альберт в отъезде. Иоганн и Шмидт обсуждают Вертера, находят его странным. Судья приглашает друзей выпить, и они уходят. Входит Вертер. Он восхищён идиллией маленького городка, его близостью с природой (ария «Je ne sais si je veille ou si je rieve encore!.. O Nature, pleine de grace»). Вбегают дети, за ними Шарлотта и судья. Шарлотта готова идти, но прежде она должна накормить младших братьев и сестер ужином. В восхищении наблюдает Вертер за Шарлоттой. Она кажется ему воплощением женственности. Судья рассказывает, что Шарлотта после смерти его супруги заменила младшим детям мать. Но вот за Шарлоттой и Вертером приходит молодёжь во главе с Брюльманном и Катхен, и все уходят на бал. Дети легли спать. В гостиной остаются судья и Софи. Судья выпивает ещё стаканчик на ночь и уходит в сопровождении Софи.
В доме все стихло. Внезапно входит Альберт. Он вернулся из путешествия и хочет немедленно увидеть Шарлотту. Но на его зов выходит Софи. Она объясняет, что Шарлотта пошла с молодёжью на бал. Альберт размышляет о своём будущем, о том, как надёжен будет его дом, когда женой его станет Шарлотта (ария «Elle m’aime! Elle pense а moi!»). Альберт уходит. Возвращаются Шарлотта и Вертер. Взволнованно и радостно объясняется Вертер в своей любви. Шарлотта тоже полюбила Вертера, она почти готова забыть Альберта. В этот момент голос судьи возвращает её к действительности. Судья радостно говорит о том, что Альберт вернулся. Шарлотта в ужасе отталкивает Вертера, говоря, что перед смертью матери дала обет выйти замуж за Альберта, и убегает. Вертер в отчаянии.

### Акт второй. Центральная площадь Вецлара
Сентябрьский день. Иоганн и Шмидт прославляют Бахуса и обсуждают местные сплетни. Сегодня годовщина свадьбы пастора и ожидается праздничное шествие. Между прочим упоминается и о том, что Альберт и Шарлотта несколько месяцев назад поженились и по мнению местных сплетников составляют прекрасную пару. Шарлотта и Альберт идут в церковь. Альберт рассуждает о местных новостях. Когда они входят в церковь, появляется Вертер. Его мучают сожаления и ревность (ария «Un autre est son epoux! Un autre est son epoux!»). Шмидт и Иоганн наблюдают за Вертером и его странным поведением. Из церкви выходит Альберт. Он спрашивает, почему Вертер такой грустный. Когда тот даёт двусмысленный ответ, потому что его сжигает любовь, Альберт решает, что Вертер влюблён в Софи. В это время прибегает сама Софи. Она весела и радостна, пытается развеселить Вертера и зовёт его на праздник (ария «Frère! voyez! Voyez le beau bouquet!.. Du gai soleil, plein de flame»). Альберт уводит Софи в церковь. Выходит Шарлотта. С нежностью вспоминает Вертер первую встречу, прогулку прекрасной лунной ночью. Шарлотта старается отогнать эти воспоминания. Над нею тяготеет чувство долга. Во имя долга просит она Вертера уехать. Он может вернуться к Рождеству. С болью глядит Вертер вслед удаляющейся Шарлотте. Теперь одна мысль овладела им — мысль о смерти (ария «Pourquoi trembler devant la mort?»). Из церкви выходит Софи с Альбертом. Софи уверена, что Вертер будет на празднике её кавалером. Она берёт Вертера под руку, но тот вырывается и, попрощавшись, уходит. Софи падает в обморок. Альберт в недоумении. В этот момент начинается торжественное шествие обывателей, посвящённое годовщине свадьбы пастора.

### Акт третий. В доме Альберта

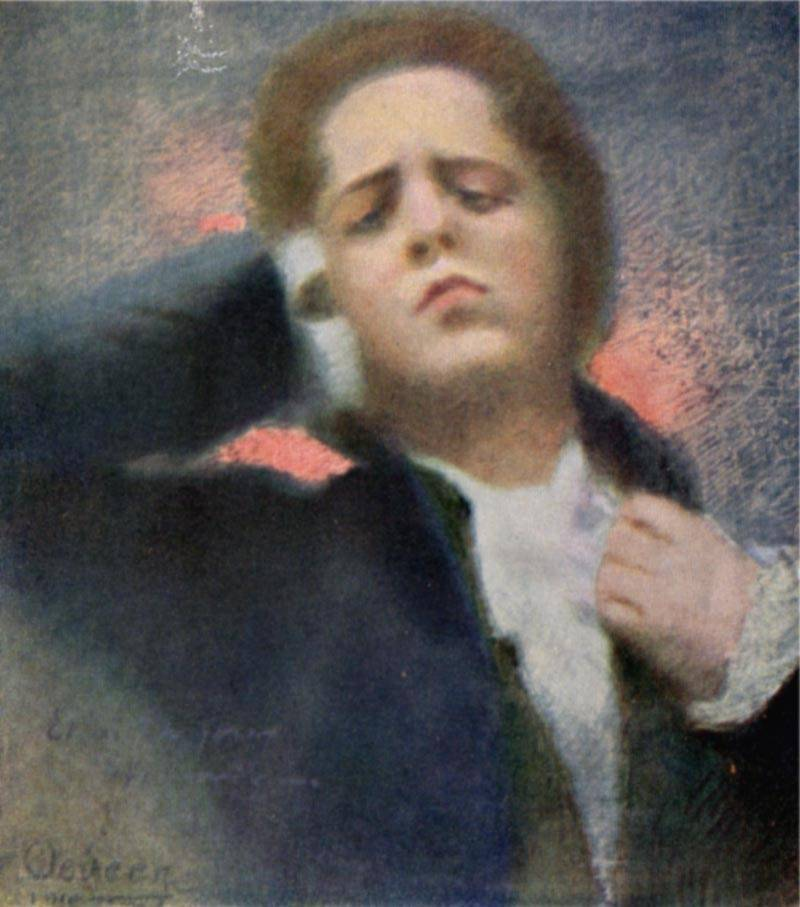
Леонид Собинов в роли Вертера

Канун Рождества. Глубоко задумавшись сидит за столом Шарлотта. Она перечитывает письма Вертера. В ней борется истинная любовь с чувством мещанской добропорядочности и семейного долга (сцена «Werther… Werther…Qui m’aurait dit la place que dans mon coeur il occupe aujourd’hui?»). Входит Софи. Пытаясь развеселить сестру, она, сама того не ведая, наносит ей удары, говоря о семейном счастье Шарлотты с Альбертом, об их будущих детях. Софи сообщает Шарлотте о приезде Вертера. После ухода Софи Шарлотта бросается на колени и умоляет Бога укрепить её решение («Ah! mon courage m’abandonne! Seigneur! Seigneur!»). Внезапно появляется Вертер. Он вернулся в назначенный день. Печально вспоминает он недавнее прошлое, стихи Оссиана, которые переводил для любимой (ария «Traduire! Ah! bien souvent mon rêve s’envola sur l’aile…Pourquoi me réveiller?»). Не в силах противиться своим чувствам Шарлотта падает в объятия Вертера. Но, овладев собою, вырывается и убегает. Она не в силах пренебречь мнением общества. Они должны расстаться навсегда. В отчаянии Вертер покидает комнату. Входит Альберт. Он видел, что Вертер только что вышел из комнаты жены. На вопросы мужа Шарлотта отвечает невпопад. Она совершенно измучена объяснением с Вертером. Приходит слуга с письмом. Вертер сообщает о том, что уезжает навсегда, и просит Альберта одолжить пистолеты. Повинуясь мужу, Шарлотта отдает слуге ящик с пистолетами. Потом, опомнившись, срывается с места и спешит к Вертеру, чтобы предотвратить беду.

### Акт четвертый. Рождество в Вецларе. Квартира Вертера
Картина первая
Рождество. Идёт снег. Луна ярко освещает деревья и крыши домов. Окна светятся, за ними семьи обитателей Вецлара празднуют Рождество. Внезапно раздаётся звук выстрела.
Картина вторая
Вбегает Шарлотта. Она видит смертельно раненого Вертера, который лежит возле стола. В ужасе от случившегося она признаётся Вертеру, что любит только его. Она решилась. Если Вертер поправится, она оставит мужа и, несмотря на мнение света, уедет с Вертером. Но поздно. Вертер умирает. С улицы доносятся детские голоса, распевающие Рождественский гимн.